# Юнко Богдан Юрійович
Богда́н Ю́рійович Юнко — сержант служби цивільного захисту ДСНС, пожежник ДПРЧ-17 по охороні м. Жовква.

## Короткі відомості
30 травня 2016 року загинув при виконанні службових обов'язків під час великої пожежі на території Грибовицького сміттєзвалища внаслідок обвалу твердих побутових відходів разом з двома іншими рятувальниками: начальником ДПРП-48 по охороні м. Рава-Руська капітаном служби цивільного захисту Рудим Юрієм Миколайовичем та начальником караулу ДПРЧ-17 по охороні м. Жовква старшим лейтенантом служби цивільного захисту Вненкевичем Андрієм Миколайовичем.
Похований в Жовкві. По загиблих 1 червня 2016-го у Львові оголошено жалобу. Без Богдана лишилися дружина та дитина.

## Нагороди та вшанування
За особистий внесок у зміцнення обороноздатності Української держави, мужність, самовідданість і високий професіоналізм, виявлені під час бойових дій та при виконанні службових обов'язків, відзначений — нагороджений
- орденом «За мужність» ІІІ ступеня (22.08.2016, посмертно).